# Manolo Castro (Saxophonist)
Manolo Castro war ein kubanischer Jazz-Saxophonist.
Castro begann seine Laufbahn als Stummfilmmusiker und trat in Casinos in Havanna auf. Neben Froylán Maya, Armando Romeu und anderen gehörte er später der Band des Pianisten Rogelio Barba an. Mit seinen Brüdern Antonio (Posaune), Juan (Klavier) und Andres (Trompete) gründete er eine eigene Band. Erweitert um einen weiteren Trompeter, einen Geiger, einen Bassisten, einen Sänger und einen Schlagzeuger gelten die Hermanos Castro als die erste Bigband Kubas. Ab 1929 traten sie als The Catro Brothers in New York auf.